# أصابع سمك

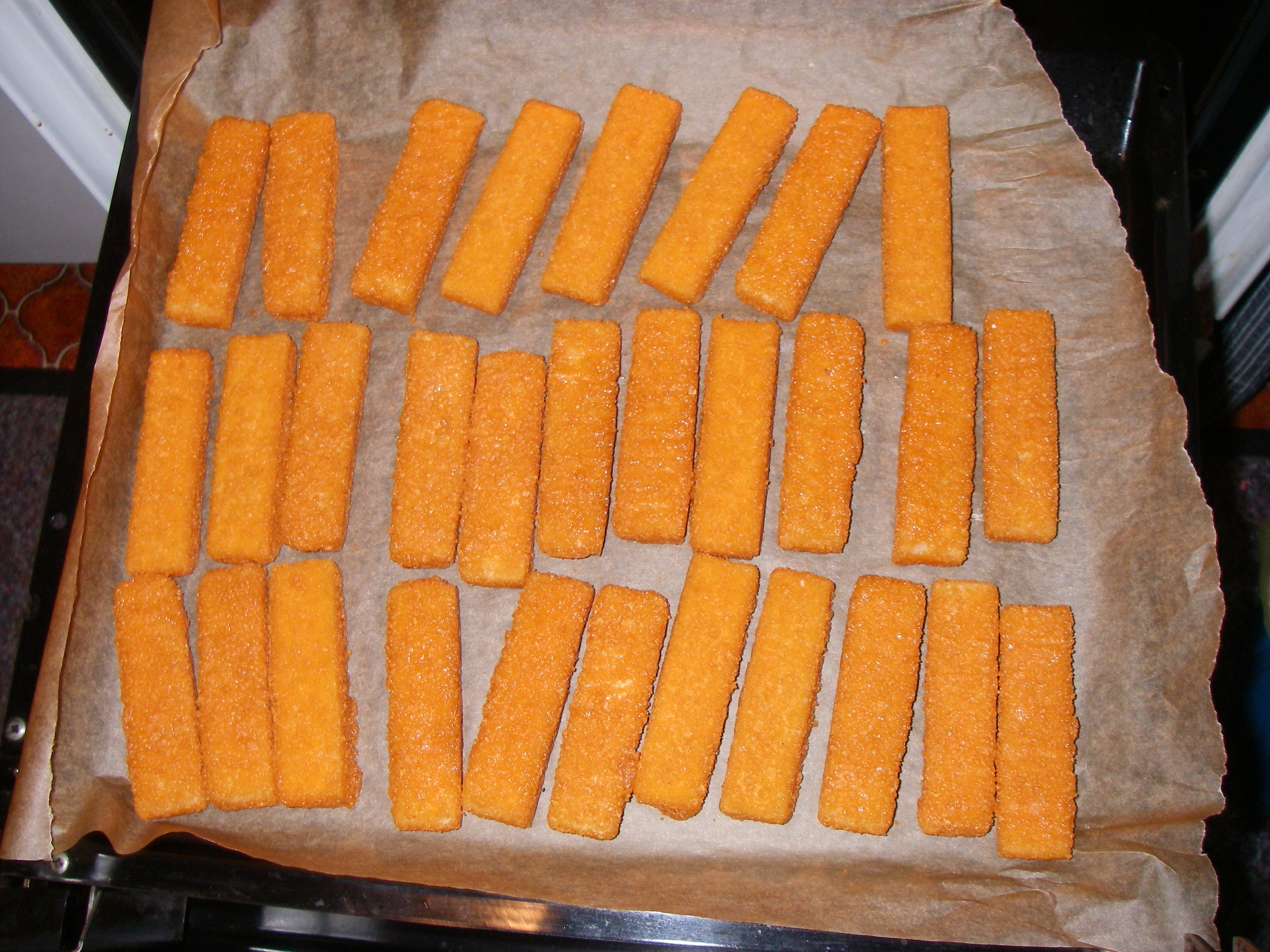
اصابع سمك مخبوزة على ورق الخبز

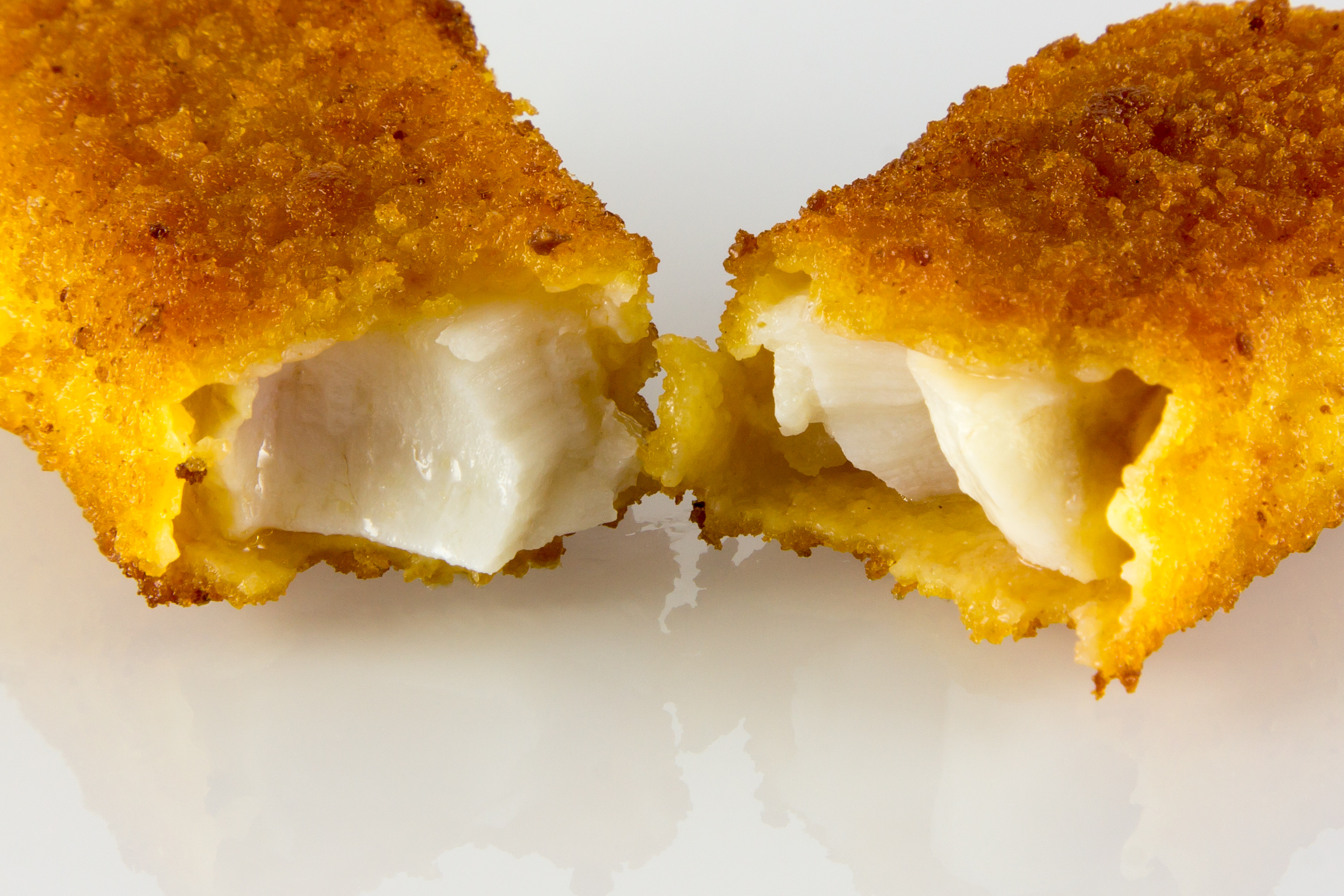
الحشوة داخل إصبع السمك

أصابع السمك (الإنجليزية البريطانية: Fish Fingeres) أو عصا السمك (الإنجليزية الأمريكية: Fish Sticks) هو نوع من أنواع الطعام الذي يتم تصنيعه باستخدام نوع من أنواع السمك الأبيض، مثل سمك القد أو الهاك أو الحدوق أو سمك بلوق، حيث يتم مزج هذه الأسماك مع عجين سائل أو مع بقسماط. تكون أكلة أصابع السمك متوفرة عادة في قسم الأطعمة المجمدة في متجرات السوبرماركت. يمكن طهي أصابع السمك عن طريق خبزها في الفرن أو شويها أو قليها؛ إما بدرجة سطحية أو بدرجة عميقة.

## التاريخ
تم الإشارة إلى مصطلح «إصبع سمك» لأول مرة في وصفة التي فصلت في مجلة بريطانية شهيرة في عام 1900،  وغالبًا ما يعتبر الطبق رمزيًا للمملكة المتحدة وثقافتها بشكل عام.
أدت القيود المفروضة على المواد الغذائية التي فرضت خلال وبعد الحرب العالمية الثانية إلى الازدياد في استهلاك أكلة أصابع السمك، لكن الشركات عانت من أجل الحفاظ على جودة جيدة. يمكن اقتفاء أثر بداية تجارة أصابع السمك لعام 1953، عندما كانت الشركة الأمريكية (بالإنجليزية:  Gorton-Pew Fisheries)‏، المعروفة الآن باسم Gorton's، أول شركة توفر للبيع أطعمة أصابع سمك مجمدة جاهزة للطبخ؛ وفاز المنتج، المسمى باللغة الإنجليزية: Gorton's Fish Sticks (معنى الاسم بالعربية: عصا أو أصابع أسماك غورتون)، وحاز هذا المنتج على آراء متقبلة بمجلة الاهل (الاسم بالإنجليزية: <i id="mwLQ">Parents)</i> في عام 1956.
كان هناك وفرة من اسماك الرنكة في المملكة المتحدة بعد الحرب العالمية الثانية. قام كلارينس بيردزاي بفحص امكانية نجاح اكلة اصابع السمك عن طريق تسويق أصابع سمك الرنكة، وهو منتج اكتشفه في الولايات المتحدة،  حيث كان يسوق هذا المنتج في الولايات المتحدة تحت اسم «مقبلات اسماك الرنكة». تم اختبار هذا المنتج في مناطق ساوثهامبتون وجنوب ويلز ضد «أصابع اسماك القد»، وهو منتج الذي تم انتاجه مع طعم بسيط نسبيا حيث كان الهدف من وراء ذلك هو ان يستعمل كعنصر تحكم في تجربتهم التي تتمحور حولة محبة الجمهور لمنتجهم. ولكن سبب المتسوقين ألارتباك في توقعات الاختبار حيث قامت عاداتهم التسوقية بإظهار تفضيلهم الساحق لاصابع سمك القد. كان منتج الوجبة الخفيفة هذه قريب للغاية من تسميته قطع سمك قد مع عجين (الاسم باللغة الإنجليزية: Battered Cod Pieces)، وكان ذلك حتى اظهر استطلاع الذي أجرته شركة Birds Eye باظهار ان معظم الموظفين في الشركة يفضولون اسم اصابع السمك (بالإنجليزية: Fish Fingeres), حيث اعتبروا هذا الاسم أكثر جذابا.

## أصناف
تأتي الأسماك المفرومة في قوالب مجمدة ويكون وزنها بشكل عام حسب تعاليم الصناعة هو حوالي 7.5 كجم، وتكمر بعذ ذلك بالمزيد من عمليات التقطيع والخلط مع العجين. هذه المنتوجات أكثر شيوعا في المتجرات التجارية الخاصة على المستوى الاقتصادي. قد تكون منتوجات اصابع السمك هذه مغطاة بعجين أو فتات الخبز (بقسماط) من الخارج كغلاف لاصبع السمك، الا أن الغلاف بشكل عام يكون عادة مكون من فتات الخبز.   
بالإضافة إلى اصابع السمك المصنوعة من أنواع السمك الأبيض؛ يمكن ان تصنع أصابع السمك أحيانًا مع استعمال سمك السلمون.

## قائمة المراجع
- How in the World? A Fascinating Journey Through the World of Human Ingenuity، ريدرز دايجست، 1990، ISBN:978-0-89577-353-1